# 大曼西利亚
大曼西利亚（西班牙語：Mansilla Mayor）是西班牙卡斯蒂利亚-莱昂莱昂省的一个市镇。 总面积15平方公里，2001年普查人口總數為415人，人口密度為每平方公里28人。